# Beagle Islands
Beagle Islands är öar i Australien. De ligger i delstaten Western Australia, omkring 260 kilometer norr om delstatshuvudstaden Perth.
Genomsnittlig årsnederbörd är 474 millimeter. Den regnigaste månaden är juli, med i genomsnitt 89 mm nederbörd, och den torraste är februari, med 6 mm nederbörd.